# Carlos Acedo Toro
Carlos Acedo Toro (Caracas, Venezuela, 23 de noviembre de 1896 - Ibídem, 23 de junio de 1974) fue un jurista y jurisconsulto que ocupó la presidencia de la Corte Suprema de Justicia de la República de Venezuela. Fue hijo de Manuel Jorge Acedo Pardo y de Luisa Teresa Toro Manrique.

## Educación
Se graduó de abogado y de doctor en Ciencias Políticas y Sociales en la Universidad Central de Venezuela.

## Trayectoria profesional
Junto a Cristobal L. Mendoza dirigió la Comisión Codificadora Nacional de Leyes desde 1936 a 1940, así como la Comisión Revisora de Leyes entre 1942 y 1959. Fue Consultor Jurídico del Ministerio de Fomento en 1943, así como de la Comisión de Reforma de la Ley de Hidrocarburos. Fue, igualmente, Director del Instituto de Codificación y Jurisprudencia del Ministerio de Justicia. Profesor Titular de la Facultad de Ciencias Jurídicas y Políticas de la Universidad Central de Venezuela durante largos años, prestó siempre mucha atención a las actividades docentes.
Fue magistrado de la Corte Suprema de Justicia, presidiendo durante varios años la Sala de Casación Civil de dicho cuerpo. En 1969 fue elegido Presidente de la Corte Suprema de Justicia, cargo que ejerció hasta su fallecimiento en 1974. Autor de diversas obras y artículos académicos sobre temas jurídicos. Allí destaca su libro Casación Civil: Jurisprudencia de 1959 a 1964, publicado en 1965 por la Editorial Estrados.

## Honores y distinciones
El 2 de julio de 1984 fue inaugurada en la Escuela Nacional de la Magistratura la Biblioteca Carlos Acedo Toro. Allí cuelga una pintura del Doctor Carlos Acedo Toro. En 1985 fue publicado por el Tribunal Supremo de Justicia (anterior Corte Suprema de Justicia) el libro Homenaje a Carlos Acedo Toro. El mismo constituyó el primer tomo de una colección que contiene más de setenta obras publicadas. Entre las múltiples condecoraciones obtenidas por Carlos Acedo Toro se encontraron la Orden del Libertador en su más alto grado, la Gran Cruz de la República Federal Alemana y la Orden Isabel La Católica del Reino de España.

## Matrimonio y familia
Carlos Acedo Toro estuvo casado con Luisa Teresa Mendoza Goiticoa, hermana del empresario y filántropo Eugenio Mendoza Goiticoa. Fue, a la vez, suegro del industrial Gustavo Vollmer Herrera. Era hermano de Wenceslao Acedo Toro, destacado economista que fue miembro fundador, integrante de la Junta Directiva y Vicepresidente del Banco Central de Venezuela, así como también sobrino del científico y académico Carlos Toro Manrique y primo hermano del novelista Miguel Toro Ramírez.